# Jordan Devlin
Jordan Devlin (* 15. März 1990 in Bray, County Wicklow, Irland) ist ein irischer Wrestler. Er steht derzeit bei der WWE unter Vertrag und tritt regelmäßig in deren Show NXT auf. Sein bislang größter Erfolg ist der Erhalt der NXT Cruiserweight Championship.

## Wrestling-Karriere

### Free Agent (seit 2006)
Ab seinem 12. Lebensjahr wurde Devlin von Finn Bálor und Paul Tracey zum professionellen Wrestler ausgebildet. Im Alter von 21 Jahren verbrachte Devlin sechs Monate mit Wrestling in Japan. Devlin war der erste Over The Top Heavyweight Wrestling Champion, nachdem er Mark Haskins im Dezember 2017 besiegt hatte. Er verlor am 18. August 2018 den Titel an Walter. Im Jahr 2017 trat Devlin Insane Championship Wrestling bei, wo er Trent Seven für die ICW World Heavyweight Championship herausforderte, das Match verlor er jedoch. Devlin wurde neben Scotty Davis Progress Tag Team Champion, nachdem er Grizzled Young Veterans und Aussie Open in Kapitel 95: Still Chasing besiegt hatte. Am 19. Juni 2020 gab Progress Wrestling bekannt, dass sie Devlin und Davis aufgrund von Missbrauchsvorwürfen, die im Rahmen der Speaking Out-Bewegung erhoben wurden, auf unbestimmte Zeit suspendiert wurden. Die Promotion erklärte die Titel für vakant.

### World Wrestling Entertainment (seit 2017)
Am 15. Dezember 2016 wurde Devlin als einer von 16 Teilnehmer bekannt gegeben, die an einem Turnier um die NXT UK Championship teilnehmen. Er besiegte in der ersten Runde Danny Burch, wurde dann aber im Viertelfinale von Tyler Bate besiegt. Devlin trat auch bei mehreren WWE Live Events auf.  Hiernach folgten mehrere Fehden, Turniere und Matches, welche er größtenteils gewann.
Am 23. Januar 2020 bei NXT UK besiegte Devlin Ligero, um sich ein Match für die NXT Cruiserweight Championship zu sichern. Bei Worlds Collide gewann Devlin ein Fatal Four Way Match und besiegte Travis Banks, Isaiah Scott und Angel Garza, um der neue Champion zu werden. Im April 2020 konnte Devlin jedoch nicht mehr anreisen, da er von der COVID-19-Pandemie betroffen war und den Titel nicht mehr verteidigen konnte. Es wurde darauf ein Interims Champion gekrönt, das Turnier hierfür gewann Sántos Escobár. Am 8. April 2021 bestritt er bei NXT TakeOver: Stand and Deliver ein Ladder-Match gegen Sántos Escobár, um den Undisputed Champion zu bestimmen. Dieses Match verlor er.
Am 22. Juni 2022 wurde in einem Segment bekannt gegeben, dass er demnächst bei NXT unter dem Ringnamen JD McDonagh debütieren wird. Bei der Ausgabe von NXT The Great American Bash vom 5. Juli 2022, debütierte er bei NXT und attackierte Bron Breakker.

## Titel und Auszeichnungen
- World Wrestling Entertainment
  - NXT Cruiserweight Championship (1×)
  - WWE World Tag Team Championship (2×)

- British Championship Wrestling
  - Irish Junior Heavyweight Championship (1×)

- NWA Ireland
  - NWA Ireland Tag Team Championship (1×) mit Sir Michael W. Winchester

- Over The Top Wrestling
  - OTT Championship (2×)
  - No Limits World Heavyweight Championship (1×)

- Premier British Wrestling
  - PBW Tag Team Championship (1×) mit Sean South

- Progress Wrestling
  - Progress Tag Team Championship (1×) mit Scotty Davis

- Pro Wrestling Zero1
  - NWA International Lightweight Tag Team Championship (1×) mit Shawn Guinness

- TNT Extreme Wrestling
  - TNT World Championship (1×)

- Pro Wrestling Illustrated
  - Nummer 364 der Top 500 Wrestler in der PWI 500 in 2017
  - Nummer 58 der Top 500 Wrestler in der PWI 500 in 2019